# Antena rombowa

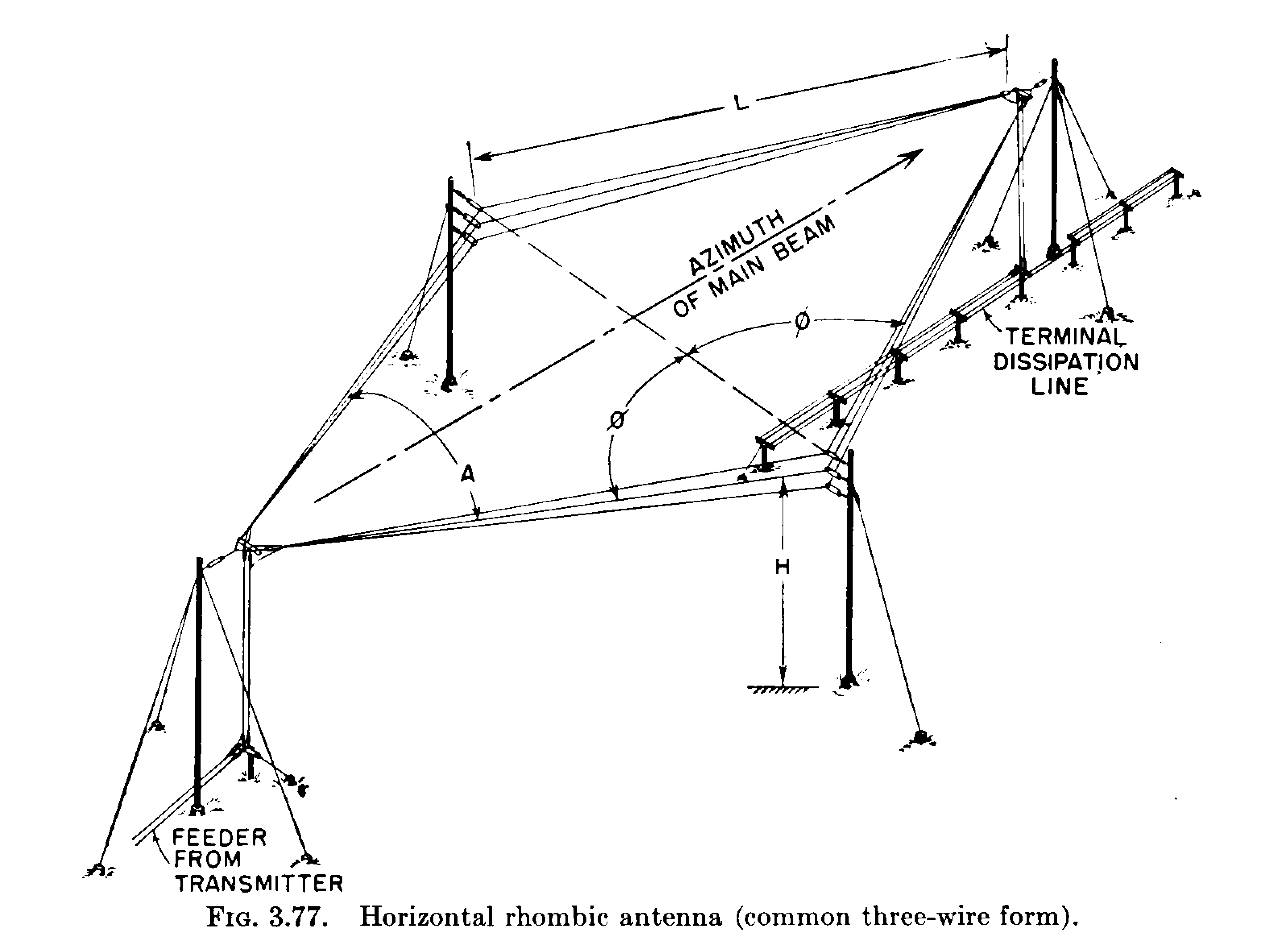
Pozioma antena rombowa

Charakterystyka promieniowania segmentów anteny rombowej, pokazująca sposób jej działania

Antena rombowa – szerokopasmowa antena kierunkowa wynaleziona przez Edmonda Bruce’a i używana głównie dla częstotliwości fal krótkich.
Nazywana jest rombową ze względu na swój czworoboczny kształt – typowo każdy bok ma długość znacznie większą od długości fali. Antena jest zasilana w jednym z kątów ostrych, a w drugim jest obciążona bezindukcyjnym rezystorem terminującym. Długość boku (według opisu w patencie) ma być taka, że dłuższa przekątna jest krótsza o długość fali λ od podwojonego boku – dla kwadratu to daje bok równy 1,707 λ, dla rombu więcej (np. dla kąta ostrego 60° jest to 2,732 λ); taki dobór długości boku powoduje na długości boku rombu zmianę różnicy fazy sygnału w antenie i fali na przeciwną, dzięki temu wszystkie boki rombu emitują falę w tej samej fazie. Kierunek maksymalnego promieniowania skierowany jest ku rezystorowi, wobec braku fali odbitej nie występują listki wsteczne. W przypadku braku obciążenia rezystorem tworzy się antena rombowa otwarta o charakterystyce dwukierunkowej.
Antena rombowa może być traktowana jako linia transmisyjna, której przewody rozsunięto na pewną odległość. Konsekwencją tego jest zwiększenie impedancji charakterystycznej, która wynosi typowo 600–800 Ω. Jest to antena z falą bieżącą, zatem impedancja ma charakter rzeczywisty (podobnie jak impedancja linii transmisyjnej).
Wiązki promieniowania anteny rombowej mogą być wąskie lub szerokie w zależności od długości boków. Odpowiednia kombinacja rozmiaru anteny, wysokości zawieszenia i częstotliwości pracy pozwala używać anten tego typu w komunikacji punkt-punkt na bardzo duże odległości.
Podstawową wadą anten rombowych jest występowanie silnych listków bocznych głównie w sektorach 30-60° po obu stronach kierunku maksymalnego promieniowania. Jednym ze sposobów zmniejszenia poziomu tych niepożądanych kierunków promieniowania jest stosowanie podwójnej anteny rombowej, zbudowanej z dwóch równoległych rombów przesuniętych względem siebie o odpowiednio dobraną odległość. Kierunkowość takiej podwójnej anteny rombowej jest 1,5-2 razy większa od kierunkowości anteny pojedynczej.